# Stenhousemuir Football Club
El Stenhousemuir Football Club es un club de fútbol de Escocia, con sede en Stenhousemuir. Fue fundado en 1884 y compite en la Scottish League One, tercera categoría del fútbol escocés.

## Palmarés

### Torneos nacionales
- Cuarta División de Escocia (2): 1998-99, 2023-24
- Scottish Challenge Cup (1): 1995–96